# Сервент (компьютер)
Сервент — обобщённое название узла файлообменной сети, одновременно обладающего функциональными возможностями сервера и клиента. Сервенты обычно настраиваются таким образом, что каждый такой узел способен принимать информацию из сети и отдавать её в сеть, а также, возможно, поддерживать маршрутизацию данных между другими узлами, обеспечивая установление вре́менных связей между узлами (по принципу децентрализованной сети) и функционирование всей сети.
Термин образован слиянием слов «сервер» и «клиент». Он происходит из лексикона пользователей Гнутеллы — первой из популярных децентрализованных файлообменных сетей.